# СЯК Сейняйоки
СЯК (на фински съкращение от Seinäjoen Jalkapallokerho, Сейняйоен ЯлкапалоКерхо) е финландски футболен отбор от едноименния град Сейняйоки. Среща се още като СИК и СЖК или просто Сейняйоки. От 2007 г. носи името СЯК след като се обединява с местния клуб ТП-Сейняйоки. През 2013 г. извоюва първото място във второто ниво Юкьонен на финландския футбол. От сезон 2014 г. се състезава в най-високото ниво Вейкауслига на ФинландияОтборът играе във висшата лига на Финландия Вейкауслига.

## Успехи
- Вейкауслига: (Висша лига)
  -  Шампион (1): 2015
  -  Вицешампион (1): 2014
  -  Бронзов медалист (2): 2016
- Купа на лигата:
  -  Носител (1): 2014
  -  Финалист (1): 2016
- Купа на Финландия:
  -  Носител (1): 2016
  -  Финалист (1): 2017
- Иконен: (2 ниво)
  -  Победител (1): 2013
- Каконен: (3 ниво)
  -  Победител (2): 2011